# Polinices lacteus
Polinices lacteus is een slakkensoort uit de familie van de Naticidae. De wetenschappelijke naam van de soort is voor het eerst geldig gepubliceerd in 1834 door Guilding.